# Груево
Груево (болг. Груево) — село в Болгарии. Находится в Кырджалийской области, входит в общину Момчилград. Население составляет 770 человек.

## Политическая ситуация
В местном кметстве Груево, в состав которого входит Груево, должность кмета (старосты) исполняет Ахмед Сеидахмед Ибрахим (Движение за права и свободы (ДПС)) по результатам выборов.
Кмет (мэр) общины Момчилград — Ердинч Исмаил Хайрула (Движение за права и свободы (ДПС)) по результатам выборов.